# Flippasi
Le flippasi sono una famiglia di proteine transmembrana responsabili del movimento dei fosfolipidi di membrana da una parte all'altra del doppio strato fosfolipidico.
Sono selettive: rimuovono determinati fosfolipidi dal foglietto esterno della membrana e li capovolgono nel foglietto esposto verso il citosol.